# You'll Never See...
You'll Never See… (česky Nikdy neuzříš...) je druhé studiové album švédské death metalové skupiny Grave. Vydáno bylo v roce 1992 hudebním vydavatelstvím Century Media Records. Bylo nahráno ve studiu Sunlight Studio ve Stockholmu ve spolupráci s producentem Tomasem Skogsbergem.
Album bylo vydáno opět v letech 2006 a 2012 jako reissue. Neobsahuje téma satanismu, ale je zaměřené proti křesťanství, neboť členové kapely věří, že náboženství lidi ohlupuje a zaslepuje a oni pak nejsou schopni vidět realitu a žijí v iluzi.

## Seznam skladeb
1. You'll Never See – 5:10
2. Now and Forever – 4:18
3. Morbid Way to Die – 4:47
4. Obsessed – 3:51
5. Grief – 4:53
6. Severing Flesh – 5:15
7. Brutally Deceased – 3:59
8. Christi(ns)anity – 4:46

## Sestava
- Ola Lindgren – doprovodné vokály, kytara
- Jörgen Sandström – vokály, kytara, baskytara
- Jens Paulsson – bicí